# Ilir (Gunung Sitoli)
Ilir is een bestuurslaag in het regentschap Gunungsitoli van de provincie Noord-Sumatra, Indonesië. Ilir telt 10.945 inwoners (volkstelling 2010).